# 'O matusa/A cammesella
O matusa / A cammesella è il terzo singolo su 7" de I Balordi pubblicato nel 1967 dalla Durium.

## Tracce
Lato A
1. Domani devo fare una cosa

Lato B
1. Buona fortuna